# メルボルンの日本人コミュニティ
メルボルンの日本人コミュニティではオーストラリアのメルボルンにある日本人および日系人の社会集団について説明する。

## 地理的状況

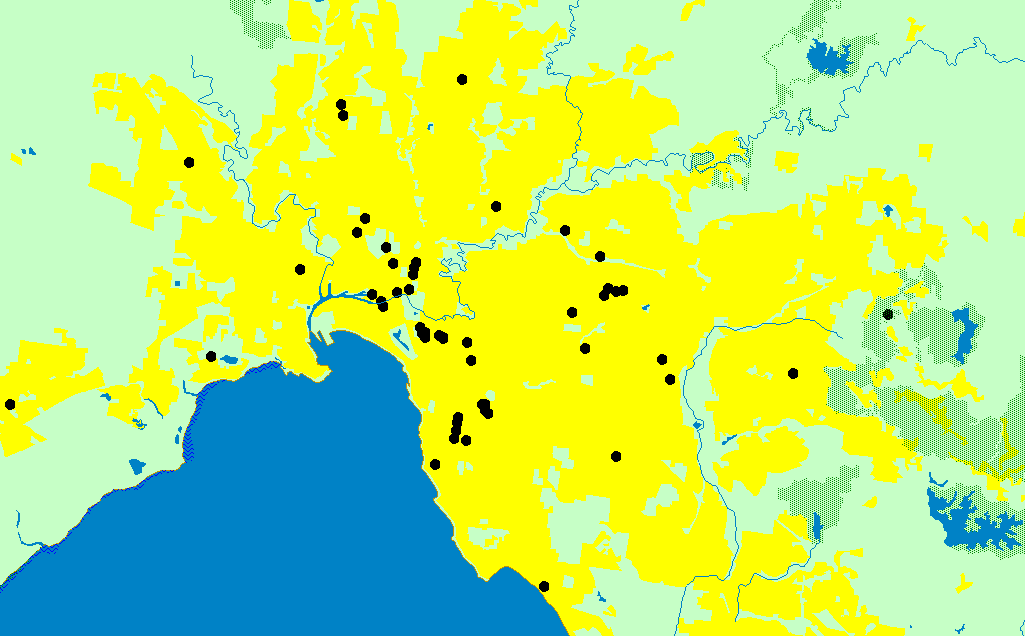
ドット一つ当たり、出身が日本であるメルボルン在住者100人を示す

メルボルン周辺には日本人のコミュニティが形成されており、多くの一時的な居住者は中流なサバーブに住んでいる。
2007年現在、多くの高収入の日本人は、ブライトンやキャンバーウェルなどのメルボルン周辺の中流なサバーブに住んでいる。キャンバーウェルの北地区には1996年に110人、2001年に116人の、南地区には1996年に116人、2001年に96人の日本出身の人が住んでいた。1986年に設立されたメルボルン日本人学校(the Japanese School of Melbourne)に通うために、コールフィールド周辺には、いくつかの日本人家族が定住した。1987年には、コールフィールド南地区に一時的に住んでいた日本人家族が9つあったが、学校ができたことにより日本人の人口はその後増加した。2007年現在、プラーン地域には多くの若い日本人がおり、トゥラックには多くの独身の日本人労働者がいる。

## 施設
メルボルンの日本人コミュニティの主要な施設として、メルボルン日本商工会議所（the Japanese Chamber of Commerce and Industry, Melbourne Inc.）、メルボルン日本人会（the Japanese Society of Melbourne）、そして日本人学校がある。1963年9月にメルボルン日本商工会議所が設立された。1965年7月にはメルボルン日本人会が結成された。ヴィクトリア日本クラブは、市内最大の日本人移民団体である。日本政府はメルボルンで総領事館を運営している。

## 教育
メルボルン日本人学校が、メルボルンの日本人コミュニティに教育サービスを提供している。1972年9月、土曜日のみの日本人教育プログラムが市内で始まった。その後、日本国当局がビクトリア州首相にビクトリアへのさらなる投資について話し合うために日本人学校の設立の許可を求め、1986年5月13日に全日制のメルボルン日本人学校が開校した。メルボルンに住む日本人の中には、日本人学校があるにもかかわらず、子供をオーストラリア人が通う学校に通わせている家族もある。
補習授業校であるメルボルン国際日本語学校がオークリーサウスにあるオークリーサウス小学校で開かれている.。幼稚園から高校までのレベルに対応している。メルボルン日本人学校は補習授業校を前身としているため、新しく補習授業校が開校された The MISJ first opened in 1986.。
1996年のメルボルンには400人の日本人小中学生が住んでいた。そのうち約75％がオーストラリアの学校へ、残りは日本人学校へ行った。当時オーストラリアの学校へ通っていた日本人の子どもたちは帰国する直前の年に日本人学校へ転校していた。（オーストラリアの進級は1月だが、日本の進級は4月のため。）

## 娯楽
水上徹男は、商工会議所、メルボルン日本人学校、そして日本社会がコミュニティでの祭りや運動行事といった主要なイベントに「常に関与している」と記している。こうしたイベントが行われるようになると、「その日本人コミュニティはメルボルンで存在感があると言える」とも記している。
日本の祭がシティー・オブ・ホワイトホースで開催されている。水上は1997年10月26日、300人以上の日本人がフォークナーパークで行われた日本人体育大会に参加したと述べ、このコンテストは日本人コミュニティ最大の活動の一つとなった。